# Energi Nord Arena
L'Aalborg Stadion ou le Energi Nord Arena est un stade de football inauguré en 1960 à Aalborg, au Danemark. Son club résident est l'AaB Ålborg.

## Description
L'Aalborg Stadion est un stade à l'anglaise, comportant 4 tribunes et aucun virage.
Ses 4 tribunes portent des noms différents :
- Tribunes nord/sud
  - La Nordjyske stand
  - La Sonofon stand (auparavant Siemens AG stand)

- Tribunes est/ouest
  - La Spar Nord stand
  - La Faxe Kondi stand

Ces tribunes portent toutes des noms de sponsors du club.